# Bismarck (1990)
Bismarck ist eine deutsche Filmbiografie in drei Teilen von Tom Toelle aus dem Jahr 1990. Die Hauptrolle des Otto von Bismarck spielt Uwe Ochsenknecht. Der Fernsehfilm hatte seine Erstausstrahlung am 29. April 1990 in der ARD.

## Inhalt
Deutschland, 1890: Otto von Bismarck, durch Kaiser Wilhelm II. abgesetzt, blickt auf Schloss Friedrichsruh bei Hamburg auf die wichtigsten Stationen seines Lebens zurück.
1848 hatte die Revolution sein Landgut erreicht, was ihn dazu bewegte, nach Berlin zu fahren. Dort weihte er Prinzessin Augusta, die Mutter von Prinz Friedrich Wilhelm, in den Plan seines Staatsstreiches ein.
Im Jahr 1862 besteigt dessen Bruder Wilhelm I. den Thron, als Friedrich Wilhelm IV. abdankt. Dessen Militärreform stößt jedoch auf harten Widerstand. Es kommt zu einer Pattsituation – der Staat wird unregierbar. Bismarck ergreift die Gunst der Stunde und wird preußischer Ministerpräsident. Sein Ausspruch „Nicht durch Reden […] werden die Fragen der Zeit entschieden, […] sondern durch Eisen und Blut!“ ging in die Geschichte ein.
Vier Jahre später kommt es zum Krieg zwischen Preußen und Österreich. Als der bayerische König Ludwig II. 1871 nach Turbulenzen durch den Krieg gegen Frankreich den Kaiserbrief unterschreibt, ist Bismarck am Ziel: Das Deutsche Reich wird gegründet – mit ihm als Reichskanzler.

## Rezeption
Henric L. Wuermeling, Leiter der BR-Redaktion Politik und Zeitgeschehen, meinte, der Film wolle „Bismarck weder ein neues Denkmal setzen, noch ihn abermals vom Sockel stürzen“. Die Trilogie verstehe sich vielmehr „als Annäherung an eine historische Figur, an den Menschen und Politiker“. Er hob die Darstellung Ochsenknechts, die „sachliche Regie“ sowie das „authentische Drehbuch“ hervor.
Im Fernsehlexikon von Michael Reufsteck und Stefan Niggemeier (Stand 2005) heißt es hingegen, der Film sei – „abgesehen von der Titelrolle mit Ochsenknecht als saufendem, fressendem und cholerischem Politiker – eine dröge, staubtrockene Geschichtsnacherzählung“.
Der Spiegel urteilte, der Film unterscheide sich „wohltuend von historischen Schinken“. Neben dem „ruhmreichen Staatsmann, rabiaten Machtpolitiker und Erzpreußen“ komme der „mäkelnde und wehleidige Junker ins Bild“. Gleichzeitig vermittle die „personifizierende Machart des Films“ den „beliebten Trugschluß, als machten Männer Geschichte“. Zudem erfahre der Zuschauer „nichts über die innenpolitischen Krisen“.